# Trnavac (Zaječar)
Trnavac (serbisch-kyrillisch Трнавац) ist ein Dorf in der Opština Zaječar links des Timok in dessen Tal. Das Dorf hat 391 Einwohner laut Volkszählung 2011. Das Dorf verfügt über einen Haltepunkt an der Bahnstrecke Crveni Krst–Prahovo Pristanište, der drei Mal täglich durch Regionalzüge nach Negotin und Zaječar bedient wird; zwei davon werden werktäglich über Negotin hinaus nach zum Donauhafen in Prahovo verlängert.

## Belege
1. ↑  Република Србија, Републички завод за статистику: УПОРЕДНИ ПРЕГЛЕД БРОЈА СТАНОВНИКА: 1948, 1953, 1961, 1971, 1981, 1991, 2002. И 2011. Република Србија Републички завод за статистику, Belgrad 2014, ISBN 978-86-6161-109-4, S. 103 (serbisch, Online [PDF]).
2. ↑  Srbija Voz: 75 Niš-Zaječar-Parhovo Pristanište-Zaječar-Niš. Srbija Voz, 2022, abgerufen am 17. Dezember 2022 (serbokroatisch).